# Partit per la Victòria del Poble
El Partit per la Victòria del Poble (PVP) és un partit polític de l'Uruguai, de tendència marxista. Va sorgir com a resultat d'una interpretació guevarista de l'anarquisme, per a després passar a ser una organització totalment marxista.

## Context
El PVP rebutja el sistema unipartidista i la burocràcia, mentre que dona suport al moviment cooperatiu i a les diferents formes de democràcia participativa. En fundar-se com a partit, es va definir com antiautoritari, anticapitalista i socialista. Actualment, forma part de la coalició política del Front Ampli.
El partit va ser fundat originalment a Buenos Aires, Argentina, el juliol de 1975 per, entre d'altres, Hugo Cores Pérez. La principal raó de funcionar durant uns anys a l'estranger va ser la repressió de la dictadura uruguaiana (1973-1985). Atès a les dificultats polítiques que va experimentar també en part pel règim dictatorial a l'Argentina, el Paraguai i el Brasil, el PVP va funcionar durant molts anys de forma clandestina, amb alguns dels seus militants a l'exili. La mestra desapareguda i assassinada durant la dictadura a l'Uruguai, Elena Quinteros, va ser un dels membres de la seva Junta Directiva.